# Іґевере
І́ґевере (ест. Igevere küla) — село в Естонії, у волості Кастре повіту Тартумаа.

## Населення
Чисельність населення на 31 грудня 2011 року становила 70 осіб.

## Географія
Через населений пункт проходить автошлях 22265 (Реола — Гаммасте). Від села починається дорога 22263 (Іґевере — Вана-Куусте). 

## Історія
До 24 жовтня 2017 року село входило до складу волості Гааслава.